# James Pike (Sportschütze)
James F. Pike (* 1861 in Birmingham; † 25. Februar 1919 ebenda) war ein britischer Sportschütze.

## Erfolge
James Pike nahm an den Olympischen Spielen 1908 in London im Trap teil. Die Einzelkonkurrenz beendete er mit 50 Punkten auf dem zwölften Platz. Im Mannschaftswettbewerb belegte er mit der ersten britischen Mannschaft vor Kanada und der zweiten britischen Mannschaft den ersten Platz. Mit insgesamt 407 Punkten und damit zwei Punkten Vorsprung vor den Kanadiern hatten sich die Briten, deren Team neben Pike noch aus Frank Moore, Charles Palmer, John Postans, Alexander Maunder und Peter Easte bestand, die Goldmedaille gesichert. Pike war mit 77 Punkten der zweitbeste Schütze der Mannschaft und nach Maunder und Walter Ewing der drittbeste des Wettbewerbs.